# 煤山煤礦礦災
煤山煤礦礦災，又稱煤山煤礦大火、煤山煤礦災變，是1984年7月10日發生於臺灣煤山煤礦的一場重大礦災，造成103人死亡，22人受傷。這起事故是台灣戰後最嚴重的礦災及火災。

## 事件經過
1984年7月10日下午，臺北縣瑞芳鎮（現新北市瑞芳區）九份煤山煤礦壓風機房突然發生火災，機房的坑木支架與機械潤滑油等迅速燃燒，煙霧隨氣流進入斜坑，使第一班休工欲出坑及第二班已入坑的共123名礦工深陷充滿薰煙與一氧化碳的坑內。於搶救後22人送醫救活，其餘101人罹難，但救活的人中有半數因一氧化碳中毒而成為植物人。
8月31日鑑定小組公佈災害鑑定報告，肇因為第二段斜坑（右斜坑）右二片壓風機房坑壁落石擊傷220V電線，發生連續性之短路電弧，導致旁邊變壓器負載劇增，絕緣油起火燃燒，並延燒至附近機電設備、油漬；而第一時間未能及時撲滅火勢，以致含有濃厚的一氧化碳之濃煙漫延坑道，造成極為嚴重的傷亡。
另外，受困員工未能依規定佩帶一氧化碳自救呼吸器；而空氣壓縮機依規定應置於坑外，但煤山礦場場方為了省錢而把壓縮機放在坑內，且礦災時最重要的抽風機老舊而不堪使用，這些因素均為災情如此嚴重的原因。

## 當年其他礦災
1984年台灣發生多起重大礦災，發生災變21次，共造成289人死亡；其中6至12月的三次重大災變（土城海山煤礦、三峽海山一坑、瑞芳煤山煤礦）造成至少277人死亡。1984年也是臺灣煤礦開採史的轉捩點，之後臺灣煤礦漸漸沒落。

## 後續
煤山礦災之後，同年8月8日行政院頒布臺灣地區煤業政策，以礦業安全優先，也積極輔導礦業公司轉型收坑，並逐步增加燃煤進口，使得台灣礦業開始逐漸走向歷史。

## 外部連結
- 《三峽煤礦興衰史 》
- 放羊的狼《991129瑞芳-復興坑、十號硐(十番坑)、煤山煤礦 》 （页面存档备份，存于）
- 煤山煤礦災變廿七週年記述 （页面存档备份，存于）
- 國家圖書館數位影音服務系統-瑞芳煤山煤礦災變 （页面存档备份，存于）